# Elaine Stewart
Elaine Stewart, eigentlich Elsy Steinberg (* 31. Mai 1930 in Montclair, New Jersey; † 27. Juni 2011 in Beverly Hills, Kalifornien), war eine US-amerikanische Film- und Fernsehschauspielerin sowie zu Beginn ihrer Karriere ein Model.

## Leben
Elaine Stewart wurde 1930 als Tochter eines Polizisten in Montclair, New Jersey, geboren. Im Jahr 1952 gewann die 1,69 m große Stewart mit den Maßen 86-63-91 den Titel der „Miss See“ des See Magazine und wurde amerikaweit bekannt. In der Folgezeit war sie in vielen Magazinen wie dem Playboy und der Photoplay als Model zu sehen.
Mit ersten kleineren Nebenrollen in der Filmkomödie Seemann, paß auf! mit Dean Martin und Jerry Lewis sowie der Musical-Komödie Du sollst mein Glücksstern sein begann ihre Schauspielkarriere im Jahr 1952. Erste größere Rollen erhielt sie 1953 in der Kriegskomödie Sprung auf, marsch, marsch! mit Richard Widmark und Karl Malden, der Musical-Romanze Brigadoon mit Gene Kelly und der Abenteuer-Romanze Die Tochter des Kalifen als Prinzessin Fakzia, neben John Derek, wo sie jeweils eine Hauptrolle innehatte.
Als sich 1961 ihre Filmkarriere dem Ende näherte, heiratete sie den Schauspieler Bill Carter, von dem sie bereits nach zweijähriger Ehe am 30. Dezember 1963 geschieden wurde. Danach ehelichte sie 1964 den Fernsehproduzenten Merrill Heatter, mit dem sie eine gemeinsame Tochter bekam, die am 14. Juli 1970 geboren wurde.
Sie wurde auch als Ko-Gastgeberin zweier Game-Shows aus den 1970er-Jahren bekannt: Zum einen aus der Spielshow Gambit mit Wink Martindale, sowie aus der nächtlichen Ausgabe von High Rollers mit Alex Trebek, die beide von ihrem Mann, Merrill Heatter, produziert wurden.
Elaine Stewart starb am 27. Juni 2011 im Alter von 81 Jahren in Beverly Hills, Kalifornien.

## Filmografie
- 1952: Seemann, paß auf! (Sailor Beware)
- 1952: Du sollst mein Glücksstern sein (Singin’ in the Rain)
- 1952: Desperate Search
- 1952: Everything I Have Is Yours
- 1952: Sky Full of Moon
- 1952: Stadt der Illusionen (The Bad and the Beautiful)
- 1952: You for Me
- 1953: A Slight Case of Larceny
- 1953: Code Two
- 1953: Die Thronfolgerin (Young Bess)
- 1953: Rogue’s March
- 1953: Sprung auf, marsch, marsch! (Take the High Ground!)
- 1954: Brigadoon (Brigadoon)
- 1954: Die Tochter des Kalifen (The Adventures of Hajji Baba)
- 1957: Kreuzverhör (The Tattered Dress)
- 1957: Die Uhr ist abgelaufen (Night Passage)
- 1958: Patrouille westwärts (Escort West)
- 1958: Zügellos (High Hell)
- 1959: The Third Man (Fernsehserie, eine Folge)
- 1960: Bat Masterson (Fernsehserie, eine Folge)
- 1960: J.D., der Killer (The Rise and Fall of Legs Diamond)
- 1961: Most Dangerous Man Alive
- 1961: Siebenfache Rache (Le sette sfide)
- 1962: Peccati d’estate
- 1963: Amos Burke (Burke’s Law) (Fernsehserie, eine Folge)
- 1964: Perry Mason (Fernsehserie, eine Folge)